# Pierre qui brûle
Pour plus de détails, voir Fiche technique et Distribution.
Pierre qui brûle (Brimstone and Treacle) est un film britannique de 1982 réalisé par Richard Loncraine et mettant en vedette Sting, Denholm Elliott et Joan Plowright. Il s'agit de l'adaptation d'un téléfilm de Dennis Potter qui devait être diffusé sur la BBC en 1976 mais qui ne le fut finalement qu'en 1987.

## Synopsis
Depuis deux ans, un vieux couple, Tom et Norma Bates, ont vu leur vie transformée par l'accident de leur fille, Patricia, renversée par un camion. Patricia est maintenant attachée sur un lit, incapable de boire ou de manger par elle-même et n'émettant que quelques sons inintelligibles. Norma est persuadée que leur fille est capable de comprendre ce qui se dit en sa présence et croit fermement qu'elle guérira un jour. Très sceptique, Tom croit qu'il n'y a plus aucun espoir. Ce qu'il ne dit pas à sa femme, c'est que, le jour de l'accident, Patricia l'a pris en flagrant délit d'adultère avec sa secrétaire et que c'est en s'enfuyant qu'elle fut frappée par le camion.
Un jour, en revenant de travailler, Tom tombe face à face avec un jeune homme qui s'est trouvé mal dans la rue, qui dit s'appeler Martin Taylor et qui lui demande son aide. Martin lui affirme qu'ils se sont déjà connus dans le passé et Tom promet de l'aider. En allant chercher son auto, celui-ci change cependant d'avis. Il ne se doute pas que Martin, en très bonne santé, lui a piqué son portefeuille où son adresse est inscrite. 
Martin se rend à la demeure des Bates et se présente aux parents comme un ancien ami de Patricia. Il s'offre bientôt à les aider comme homme à tout faire dans la maison. Norma tombe sous le charme du jeune homme mais Tom ne lui accorde qu'une confiance toute relative. 
Le lendemain, alors que le couple est parti, Martin fait le ménage et la cuisine. Il s'occupe également de donner à manger à Patricia mais d'une manière assez malveillante. Norma est heureuse d'avoir enfin un peu de bon temps à s'accorder et découvre que Martin est, comme elle, très croyant. La nuit suivante, Martin dévoile cependant sa vraie personnalité en tentant de violer Patricia dans son lit. Celle-ci se met à hurler et alerte ses parents qui vont à la rescousse. Martin fuit en s'échappant par la fenêtre mais cet événement a permis à Patricia de recouvrer la mémoire, qui accuse aussitôt son père d'infidélité.

## Fiche technique
- Titre : Pierre qui brûle
- Titre original : Brimstone and Treacle
- Réalisation : Richard Loncraine
- Scénario : Dennis Potter
- Photographie : Peter Hannan
- Montage : Paul Green
- Décors : Milly Burns
- Son : Tony Jackson
- Production : Alan E. Salke, Herbert F. Solow et Kenith Trodd
- Musique : Michael Nyman
- Sociétés de production : Namara Films et Sherwood Productions
- Sociétés de distribution : United Artists et Metro Goldwyn Mayer
- Durée : 87 minutes
- Date de sortie : 12 novembre 1982
- Pays de production :  Royaume-Uni
- Langue : Anglais
- Format : Couleur

## Distribution
- Sting (VQ : Marc Bellier) : Martin Taylor
- Denholm Elliott (VQ : Jean Fontaine) : Tom Bates
- Joan Plowright (VQ : Yolande Roy) : Norma Bates
- Suzanna Hamilton (VQ : Michèle Deslauriers) : Patricia Bates
- Mary MacLeod (VQ : Michelle Rossignol) : Valerie Holdsworth

## Autour du film
- Selon une récente biographie de Sting, le rôle de Martin Taylor avait d'abord été offert à David Bowie et à Malcolm McDowell.
- Le film a remporté le Grand Prix des Amériques au Festival du film de Montréal de 1982.
- Le film a été tourné aux Studios Shepperton à Shepperton dans le Surrey.
- Adapté d'un téléfilm réalisé en 1976, celui-ci devait être présenté à l'émission Play for today, mais le directeur des programmes de télévision de la BBC à cette époque, Alastair Milne, a jugé le scénario "nauséabond" et a décidé de ne pas le montrer. Ce téléfilm n'a finalement été présenté qu'en 1987.
- L'auteur Dennis Potter a réécrit le scénario pour en faire une pièce de théâtre en 1977. La première eut lieu le 11 octobre de la même année au Crucible Theatre de Sheffield.